# Dolenci
Dolenci su naselje u Hrvatskoj u sastavu Grada Vrbovskog. Nalaze se u Primorsko-goranskoj županiji.

## Zemljopis
Jugozapadno je Nadvučnik, sjeverozapadno su Gorenci, sjeverno je Lukovdol, sjeveroistočno je Rtić, rijeka Kupa i preko Kupe u Sloveniji Dalnje Njive, jugoistočno su Podvučnik, Draga Lukovdolska i Vučnik.

## Stanovništvo
| broj stanovnika | 84    | 102   | 74    | 70    | 54    | 48    | 27    | 24    | 19    | 18    | 24    | 27    | 23    | 18    | 18    | 10    | 8     |
|                 | 1857. | 1869. | 1880. | 1890. | 1900. | 1910. | 1921. | 1931. | 1948. | 1953. | 1961. | 1971. | 1981. | 1991. | 2001. | 2011. | 2021. |